# Aérodrome
Ne doit pas être confondu avec un aéroport

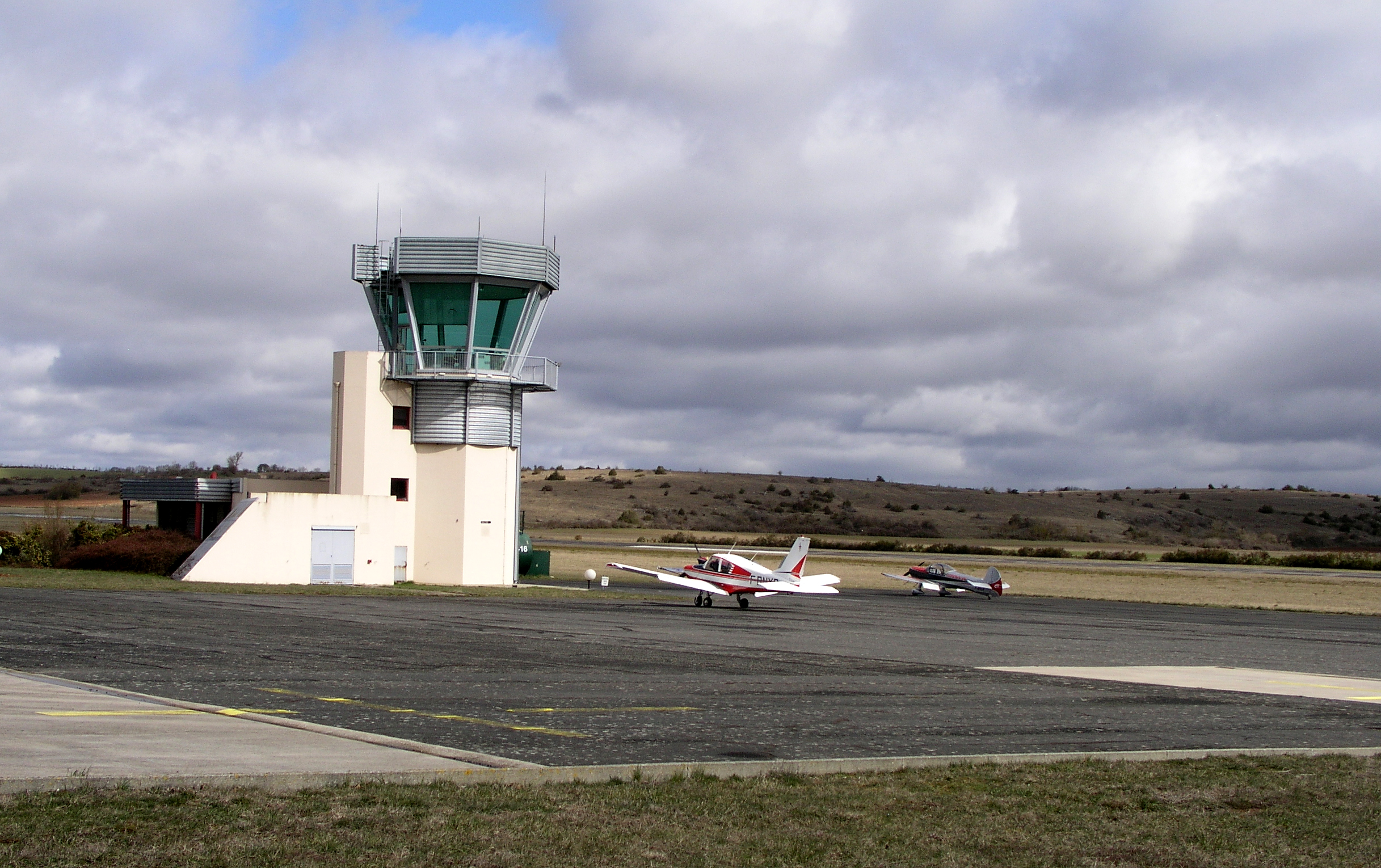
Aérodrome de Millau-Larzac, Aveyron, France.

Un aérodrome  est un site, civil ou militaire, aménagé pour permettre aux aéronefs de décoller et d'atterrir, et doté de l'infrastructure nécessaire pour les préparer à leurs missions. Il comprend une ou plusieurs pistes d'envol et d'atterrissage, des aires de stationnement, des ateliers de réparations et de vérifications…
Le site est souvent le lieu d'implantation d'associations ou d'entreprises ayant des activités liées à l'aéronautique.
Le contrôle local du trafic aérien, s'il existe, est assuré à partir d'une tour de contrôle. Les services de contrôle régionaux y sont souvent colocalisés.

## Historique
Au début de l'aviation il n'existait pas de pistes en dur et les avions utilisaient des surfaces planes couvertes d'herbe d'où le terme de « champ d'aviation ». Les avions décollaient et atterrissaient contre le vent. La première guerre mondiale où des milliers d'avions ont été utilisés simultanément dès 1914 a imposé une certaine discipline dans les procédures afin d'éviter les accidents. Les aérodromes ont été progressivement pourvus de balisages pour délimiter des pistes multiples car l'atterrissage par vent de travers était alors difficile voire impossible.
En 1909, le 23 mai, Port-Aviation présente un aérodrome complet, doté de toutes les installations et infrastructures nécessaires aux activités aériennes. Il est inauguré sur le territoire de la commune de Viry-Châtillon (Essonne) et ancêtre de l'aéroport Paris-Orly.

## Terminologie
Le terme aérodrome désigne l'ensemble des surfaces au sol ou sur l'eau destinées aux mouvements des aéronefs et les infrastructures associées.

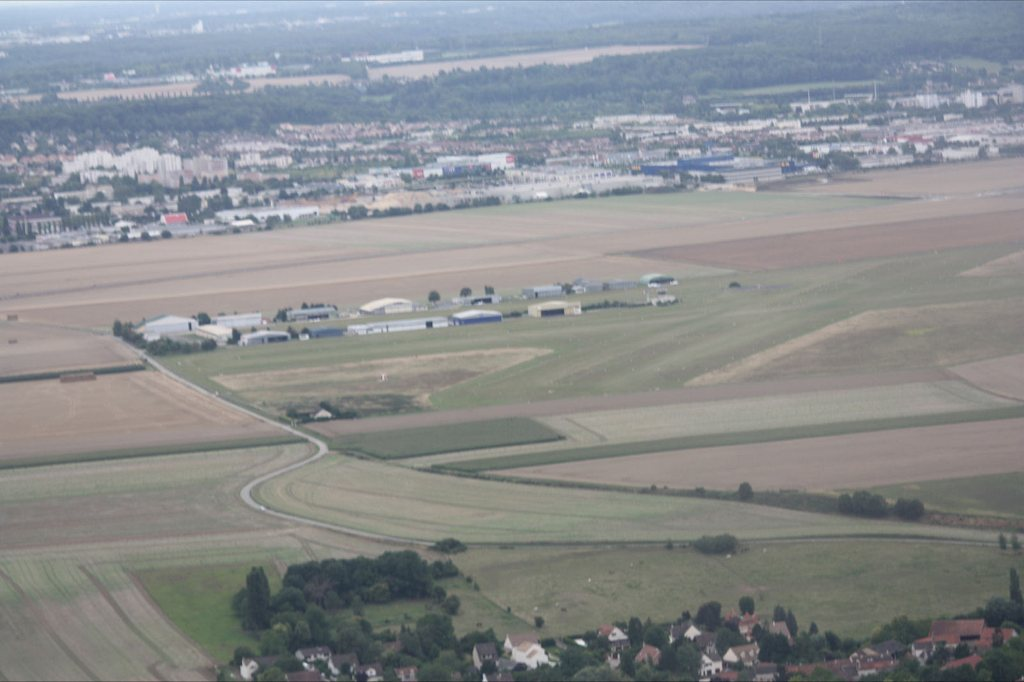
Les deux pistes en herbe et les hangars de l'aérodrome de Chavenay-Villepreux (près de Paris) utilisé par des avions légers.

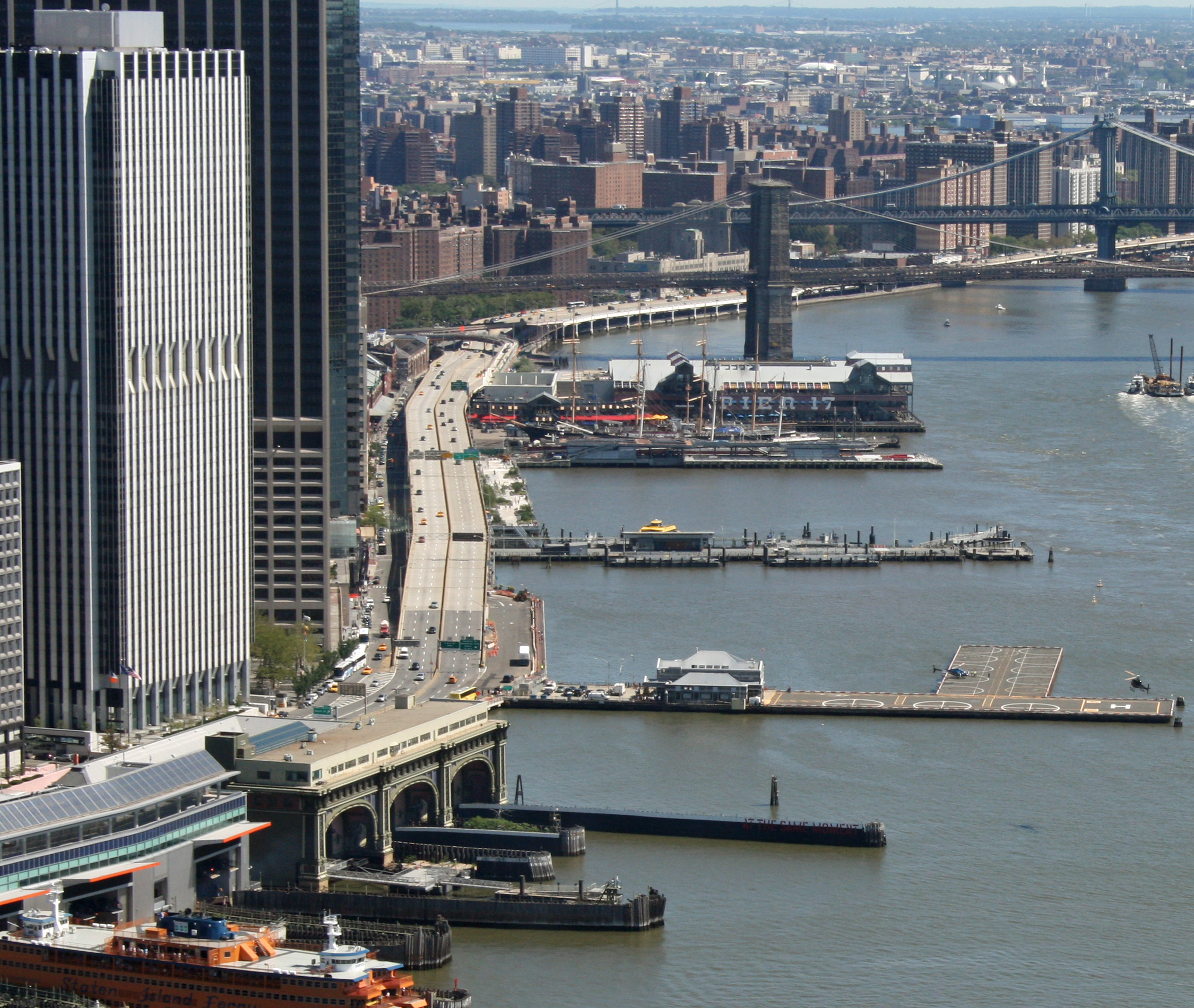
Vue aérienne d'un des héliports de New York.

Si l'accès est réservé aux hélicoptères on utilise le terme d'hélisurface.
En fonction de l'utilisation, l'aérodrome peut accueillir des infrastructures destinées au transport commercial de passagers ou à des activités militaires. On utilise alors, respectivement, les termes d'aéroport ou de base aérienne. Lorsque l'aérodrome est utilisé exclusivement pour l'une de ces activités il peut y avoir confusion entre les termes.
Le terme champ d'aviation a été utilisé en français, les infrastructures des premiers aérodromes étant couvertes d'herbe. On le trouve en particulier sur les affiches et annonces des premières démonstrations aériennes.
Les aérodromes destinés exclusivement à la pratique des ULM et autres ultra-légers sont appelés bases.
En dehors des aérodromes enregistrés on peut trouver des pistes sommaires en particulier dans des régions ou îles isolées. Ces terrains sont en général dépourvus de balisage et d'infrastructures. Ils sont utilisés par des pilotes privés ou pour des interventions d'urgence. L'anglais utilise le terme airstrip, l'équivalent français serait « piste sommaire ».

### Terminologie anglaise
L'anglais est largement utilisé en aéronautique et influence la terminologie locale.
Le terme airport utilisé par les Américains désigne un aérodrome. L'équivalent d'aéroport est commercial airport.
Le terme aerodrome reste utilisé dans les documents de l'OACI ainsi qu'au Canada et en Australie bien que remplacé par airport ou airfield dans le langage courant.
Le terme airstrip est utilisé pour une piste sommaire.

## Infrastructures
Les infrastructures sont adaptées au type d'utilisation de l'aérodrome, ainsi du plus simple au plus élaboré, les divers cas sont :
1. Base d'ULM : piste en herbe, balisage léger, abris pour les appareils ;
2. Aérodrome destiné au vol à voile : piste en herbe (utilisable par les avions remorqueurs), balisage, hangars ;
3. Aérodrome destiné à l'aviation légère : piste en herbe et/ou en dur, balisage de jour, contrôle radio, voie de circulation, aire de stationnement et d'avitaillement, hangars ;
4. Aérodrome destiné au travail aérien et à l'aviation d'affaires et aéroport local ou régional : piste en dur, balisage jour et nuit, aide à l'atterrissage, contrôle radar, voies de circulation, aires de stationnement et d'avitaillement, sécurité incendie, hangars ;
5. Base aérienne : idem cas 4 avec adaptations aux caractéristiques et performances des avions pour les longueurs, largeurs et résistance des pistes ;
6. Aérodrome utilisé au sein d'un aéroport national ou international : idem cas 4 avec adaptations aux caractéristiques et performances des avions, au trafic et aux obligations de sécurité.

### Piste
Les pistes sont les surfaces réservées au décollage et à l'atterrissage des avions. Leurs caractéristiques, longueur et largeur, revêtement et résistance sont liées aux caractéristiques et performances des avions, essentiellement masse et vitesse de décollage et d'atterrissage, qui utilisent l'aérodrome.
Le type de pistes dépend des caractéristiques du train d'atterrissage des avions : il peut exister une piste en herbe réservée aux planeurs et avions légers et, parallèlement, une piste revêtue utilisée par les avions plus lourds. Le nombre de pistes dépend de l'orientation des vents dominants et de l'intensité du trafic. À noter que chaque piste peut être utilisée dans les deux sens (à de rares exceptions près, ex : Megéve et altiport de Courchevel) et possède donc deux identifiants ; par exemple une piste Est-Ouest sera identifiée 27 et 09.
Les avions légers peuvent le plus souvent se contenter de pistes en herbe ou en terre battue de moins de 1 000 m de long et 25 à 45 m de large. Les pistes prévues pour accommoder les plus gros avions de ligne dépassent 2 000 m de long et 45 m de large et sont en béton.

### Atterrissage aux instruments
L'atterrissage aidé par instruments est indispensable lorsque les conditions météorologiques sont dégradées et certaines compagnies aériennes l'utilisent systématiquement pour améliorer la sécurité. Il nécessite que la piste et l'avion soient équipés. Certaines stations d'émission des signaux au sol sont installées à proximité immédiate de l'entrée de piste, d'autres, un peu plus loin. Le système ILS a plusieurs composantes dont une en début de piste, pour définir le plan de descente, le "Glide", et l'autre au bout de la piste, le "Loc" pour indiquer l'axe de la piste. Le coût de cet équipement est élevé et, pratiquement, seuls les aéroports ou les bases aériennes en disposent. Avec les approches basées sur les satellites de navigation (approches "RNP") il n'y a plus besoin d'équipements électroniques associés aux pistes : il suffit de faire une description informatique de l'approche. Donc pour qu'un aérodrome aie une telle approche, il suffit de s'en donner la peine et qu'il n'y ait pas trop de contraintes (par exemple pas de montagnes qui gênent). 
À titre d'exemple (2017), l’État du Massachusetts aux États-Unis compte 227 aérodromes dont 7 sont équipés, celui du Nouveau-Mexique en compte 7 sur 169, l'Oregon 5 sur 421 et la Virginie 21 sur 428.

### Balisage et contrôle des mouvements sur et autour de la plateforme

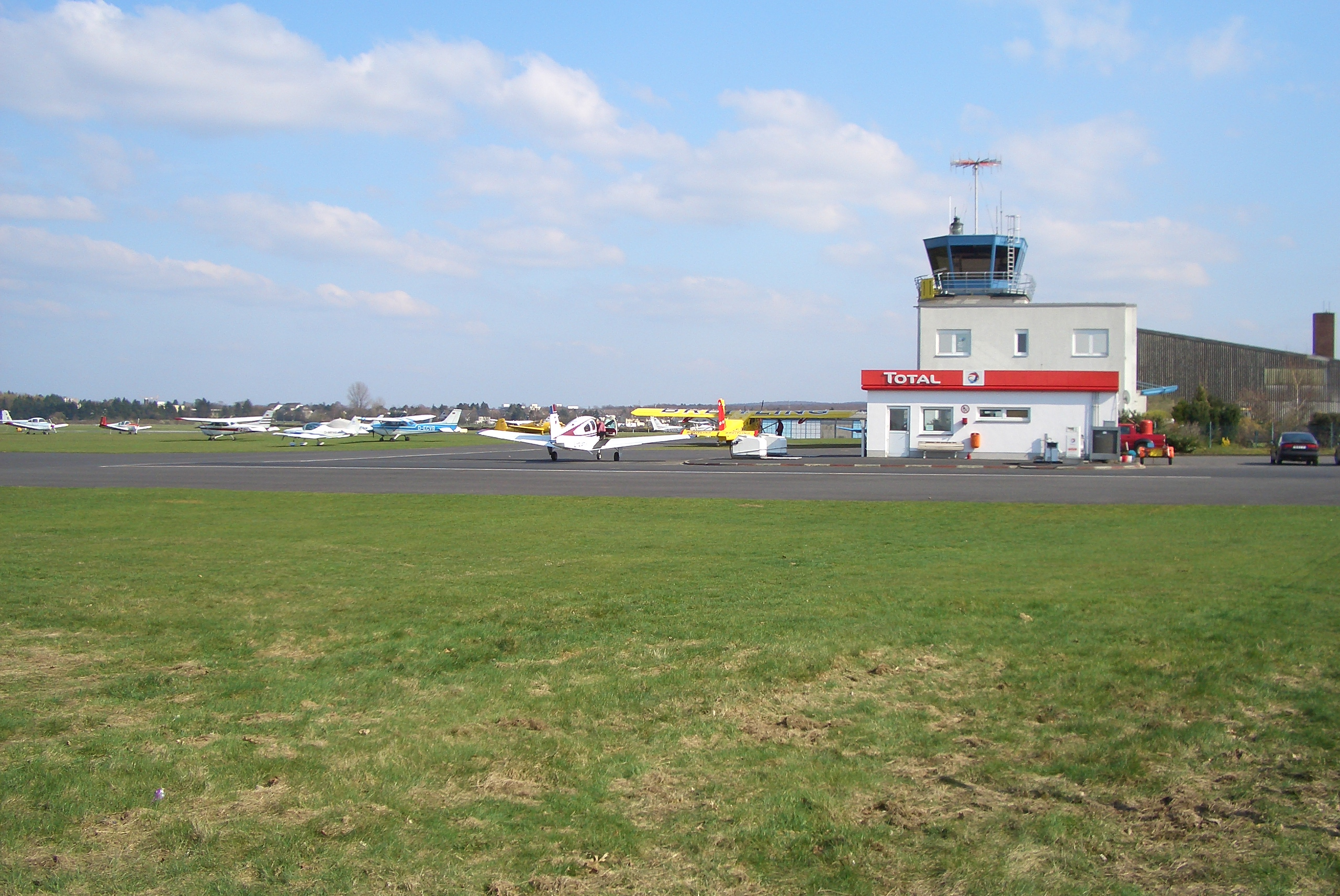
Vue d'une tour de contrôle sur un aérodrome (Hangelar) destiné à l'aviation générale.

Le balisage est l'ensemble des indications et signaux peints ou lumineux présents sur les pistes ou les aires de circulation et destinés à aider le pilote à se repérer et à se déplacer sur la plateforme.
Les aérodromes peuvent être :
- non contrôlés : l'aérodrome dispose, au minimum, d'une aire à signaux et d'une manche à air. Un service d'annonces enregistrées peut informer les pilotes par radiocommunications sur le numéro de la piste en service et sur les données météorologiques. On peut aussi installer un dispositif de télécommande de balisage permettant l'allumage du balisage de piste. Les pilotes sont responsables de l’anticollision et Il leur est conseillé d'annoncer leurs intentions à l'attention des éventuels autres pilotes en utilisant la fréquence radio adéquate ;

- contrôlés : le service de contrôle aérien est responsable de la gestion et de la sécurité du trafic ; les pilotes doivent maintenir un contact radio avec la tour de contrôle et suivre les instructions ; les annonces enregistrées sont alors utilisées pour décharger les contrôleurs des contacts routiniers.

### Voie de circulation
Les voies de circulation sont délimitées et aménagées pour le déplacement des avions entre les points de stationnement et les pistes.

### Aire de stationnement
Les aires de stationnement sont des surfaces réservées aux avions à l'arrêt et utilisées pour l'avitaillement, l'embarquement et le débarquement de passagers ou de fret. Comme les pistes, leurs dimensions et leurs couvertures dépendent de la taille et du poids des aéronefs qui les utilisent.

### Hangars
Les hangars sont des bâtiments, généralement en tôle, destinés à abriter les aéronefs en particulier pour y effectuer des opérations de maintenance ou de réparation. Sur une base aérienne on trouve aussi des hangars individuels destinés à la protection des avions d'armes.

### Associations et entreprises implantées sur le site

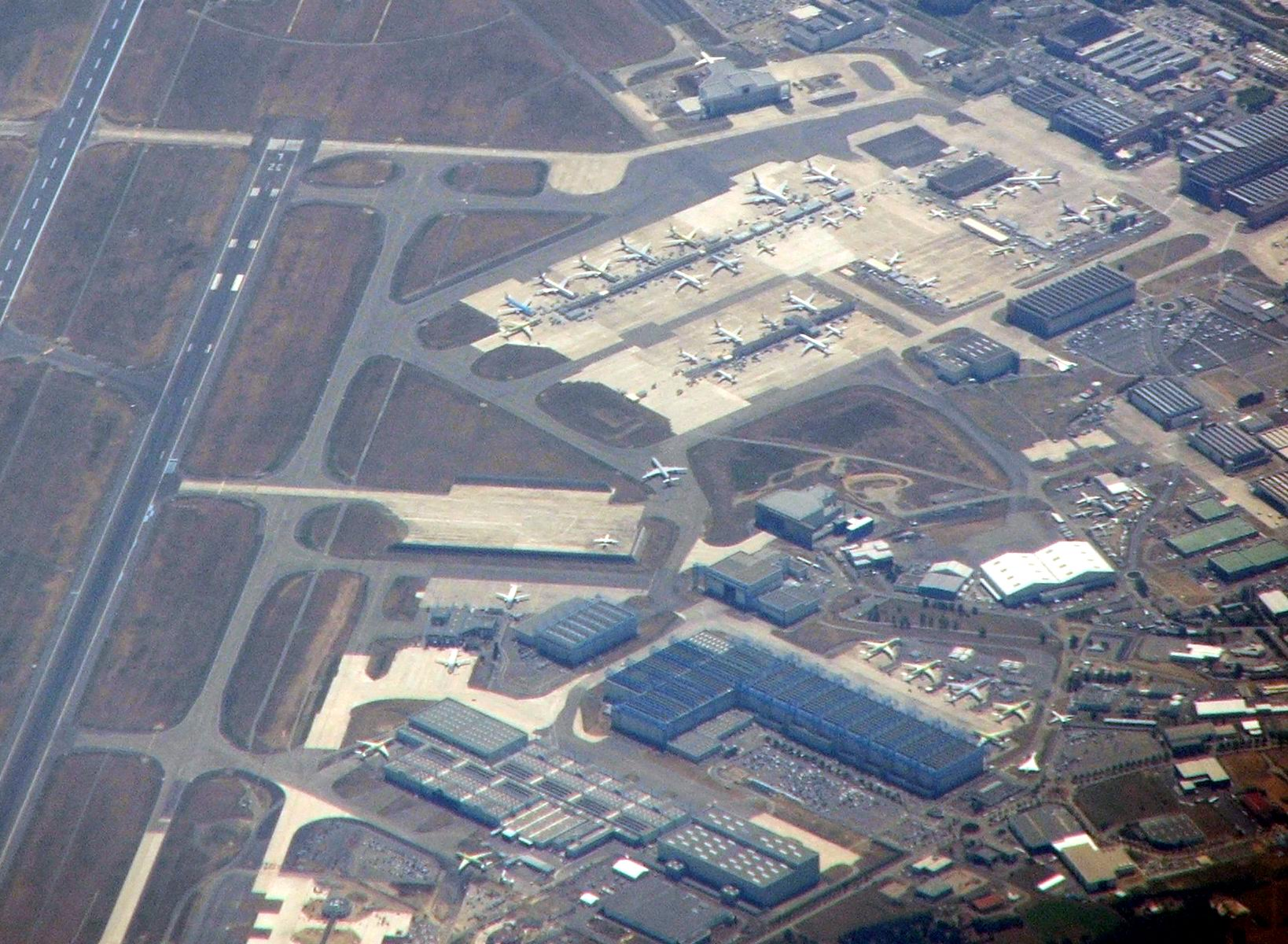
L'une des usines d'Airbus est implantée sur le site de l'aéroport de Toulouse-Blagnac. Les avions construits partent de l'aéroport pour rejoindre la compagnie cliente.

Les aérodromes accueillent souvent, directement sur la plateforme ou sur un terrain connexe, des associations ou des entreprises à caractère aéronautique.
Les aéroclubs sont des structures, souvent associatives, destinées à la pratique des loisirs et sports aériens. En plus des locaux techniques permettant le garage et l'entretien des appareils ils disposent souvent de locaux de convivialité permettant aux adhérents de se retrouver sur le terrain.
Les écoles de pilotage, parfois partie d'un aéroclub, assurent la formation des pilotes privés.
Des entreprises s'installent sur les sites d'aérodromes lorsque leur activité est liée à l'aéronautique. C'est obligatoirement le cas pour les entreprises de travail aérien, les compagnies d'avion-taxi, les services touristiques proposant des excursions aériennes ou des baptêmes de l'air et les constructeurs aéronautiques.

### Installations aéroportuaires

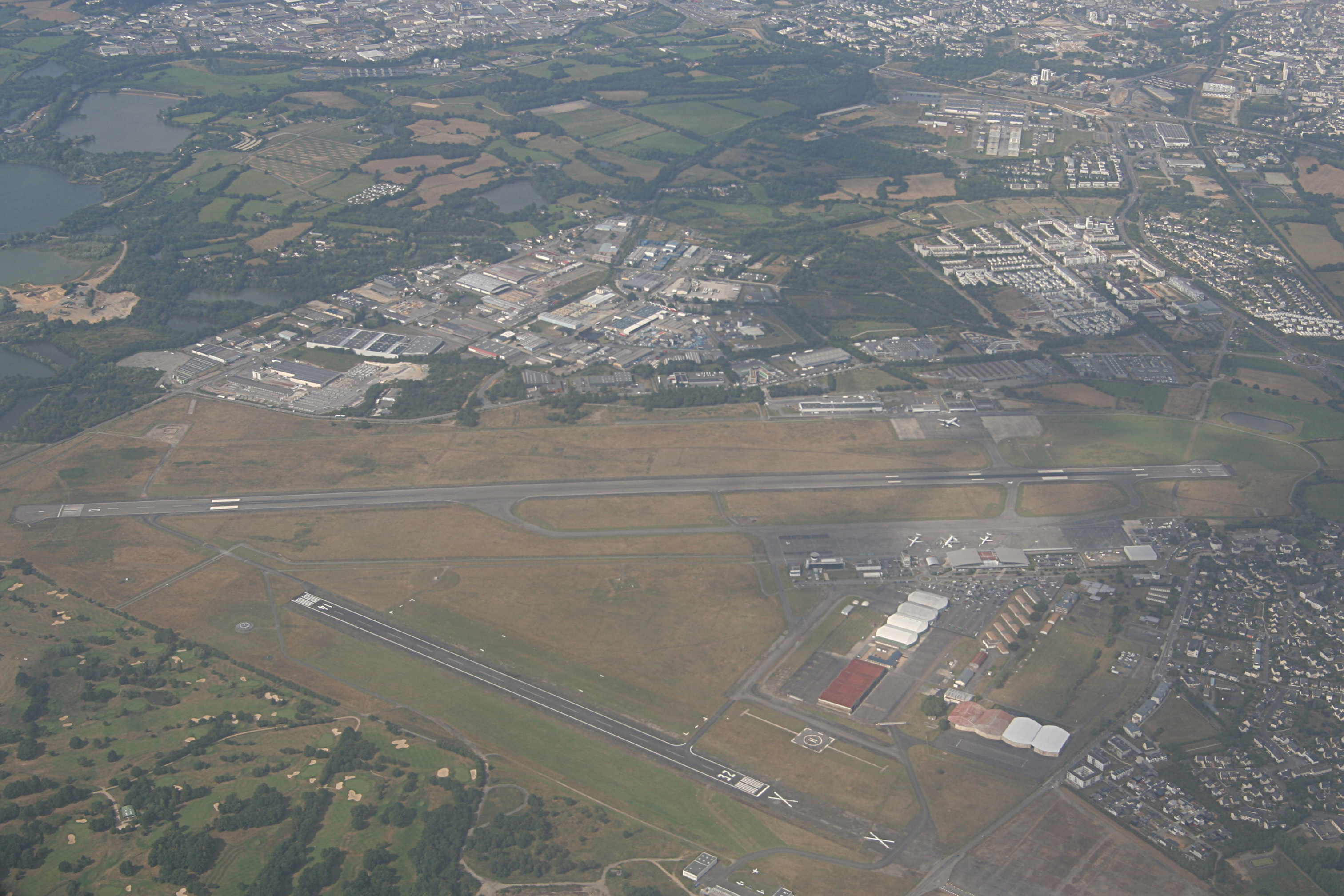
La vue aérienne de l'aéroport de Rennes permet de voir les installations aéroportuaires près de la piste principale et, au premier plan, les installations de l'aéroclub près de la piste secondaire.

Si l'aérodrome reçoit des avions de ligne il est alors nécessaire d'implanter des installations destinées au traitement des passagers et du fret à l'usage des compagnies aériennes dont l'ensemble constitue l'aéroport. Le bâtiment principal, l'aérogare, permet d'assurer la transition entre les transports terrestres et le transport aérien. Les grandes villes disposent souvent d'un aérodrome exclusivement destiné au trafic commercial qui est alors désigné comme aéroport, et d'autres aérodromes destinés à l'aviation générale. L'exclusion de l'aviation générale peut être réglementaire ou de facto par l'application de redevances discriminatoires.

### Installations militaires

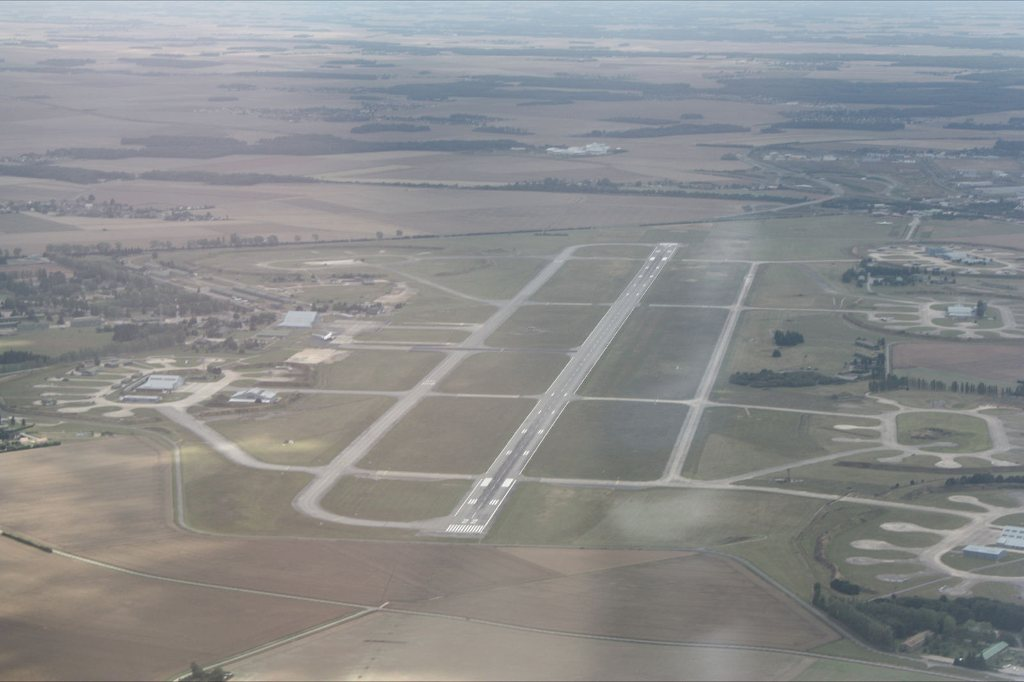
Un aérodrome militaire, la base aérienne 105 d’Évreux, se distingue par les zones de garage d'avions en épi, dispersées sur le terrain.

Si l'aérodrome reçoit des avions militaires, les zones dédiées aux soldats, en dehors des pistes, sont généralement séparées des installations à usage civil. Les points de stationnement, les hangars, les dépôts de munitions et armements, voire une zone de vie destinée au personnel constituent une base aérienne, gardée et à l'accès restreint.

## Identification et information
Un aérodrome est le plus souvent connu sous le nom de la ville située à proximité auquel est éventuellement accolé le nom de la localité sur laquelle il est implanté.
L'OACI attribue à chaque aérodrome civil un code constitué de quatre lettres.
L'IATA attribue à chaque aéroport un code constitué de trois lettres.
Par exemple, l'aérodrome de Marignane-Berre, identifié « LFTB » par l'OACI est co-localisé avec l'aérodrome de Marseille-Provence, identifié « LFML » par l'OACI qui est lié à l'aéroport Marseille-Provence identifié « MRS » par l'IATA.
En France le Service d'information aéronautique publie les AIP, publication d'information aéronautique, donnant toutes les cartes et informations concernant un aérodrome. Le même service publie aussi les NOTAM, donnant des informations supplémentaires, généralement provisoires, concernant un aérodrome.

## Gestionnaire
En France, le gestionnaire précise dans sa déclaration auprès des autorités la nature des aéronefs auxquels l'aérodrome est ouvert.
Un aérodrome peut être :
- civil : ouvert à la circulation aérienne générale, avec éventuellement des restrictions d'accès aux seuls vols commerciaux ;
- gouvernemental : ouvert aux services gouvernementaux, militaires dans la majorité des cas ;
- privé : réservé à des utilisateurs particuliers.

## Les aérodromes dans le monde
La répartition des aérodromes dans le monde est très inégale. Les États-Unis en comptent 20171, pratiquement les ⅔ des aérodromes du monde. Quelques pays très étendus, le Brésil (2595), le Canada (1881) et l'Australie (665) ainsi que l'Allemagne (474), la France (450) et le Venezuela (410) complètent le tableau des pays comptant un nombre élevé d'aérodromes rapportés à leur superficie et à leur population.
Les États-Unis sont toujours (en 2017) le pays disposant de la flotte la plus importante d'avions légers et d'aérodromes pour les accueillir.